# Riccardo Baich
Riccardo Baich (* 28. Oktober 1973) ist ein deutscher ehemaliger Fußballspieler und heutiger Trainer. 

## Werdegang
Der Offensivspieler Baich erlernte das Fußballspielen in den Jugendabteilungen der Vereine TSV 1814 Friedland und Hansa Rostock sowie zuletzt beim Hamburger SV, bei dem Baich auch der Sprung in den Herrenbereich gelang. Er war Amateurauswahlspieler für den Hamburger Fußball-Verband. Im Dezember 1992 erhielt er vom HSV einen Profivertrag, einen Einsatz in der Bundesliga hatte Baich zu diesem Zeitpunkt noch nicht bestritten. In der Spielzeit 1993/94 der Bundesliga absolvierte Baich seine einzigen zwei Einsätze in Deutschlands höchster Spielklasse, bevor er zur Folgesaison zunächst leihweise an den Zweitligisten FSV Frankfurt abgegeben wurde. 
Für Frankfurt absolvierte Baich 19 Einsätze in der 2. Bundesliga und stieg am Ende der Saison 1994/95 mit den Hessen in die Regionalliga Süd ab. In dieser kam Baich in der Spielzeit 1995/96 noch vereinzelt für Frankfurt zum Einsatz, bevor er sich im Folgenden dem Nord-Regionalligisten 1. SC Norderstedt anschloss. In der Spielzeit 1996/97 trug Baich daraufhin mit neun Toren in 28 Einsätzen zum Klassenerhalt der Norderstedter bei, 1997/98 kam er jedoch nur noch vereinzelt zum Einsatz. 
Baich wechselte erneut den Verein und lief in den folgenden drei Spielzeiten 1998/99, 1999/2000 und 2000/01 in 96 Regionalliga-Spielen für den Lüneburger SK auf, wobei ihm insgesamt 26 Tore gelangen. Er war Mitarbeiter der Hamburger Fußballzeitschrift Sport-Mikrofon. Wegen des Abstiegs Lüneburgs 2000/01 schloss sich Baich dem vormaligen Regionalliga-Konkurrenten Rot-Weiss Essen an, für den er 2001/02 sechs Tore in 20 Partien erzielte, den möglichen Aufstieg in die zweite Bundesliga aber verpasste. Die Folgesaison absolvierte Baich daraufhin beim Oberligisten ASV Bergedorf 85. 
Zur Spielzeit 2002/03 kehrte Baich zum Hamburger SV zurück, bei dem er erneut für die Zweitvertretung in der Regionalliga auflief. In den Saisonen 2002/03 und 2003/04 absolvierte Baich so nochmals 50 Einsätze für den HSV, in denen ihm 13 Tore gelangen. 2003 wechselte Baich dann erneut zum Lüneburger SK, mit dem er in den folgenden zwei Spielzeiten jeweils als Tabellenzweiter der Niedersachsenliga den Aufstieg in die Oberliga verpasste. 
Ab 2007 ließ Baich seine Karriere beim unterklassigen TuS Neetze ausklingen, bei dem er auch als Spielertrainer fungierte. Dort war er bis 2011 aktiv und trainierte dann zwei Jahre lang die U-19 des Lüneburger SK. Dann folgten drei Spielzeiten als Übungsleiter des VfL Lüneburg, ehe er weiter als Spieler zum TSV Eintracht Hittfeld wechselte. 2020 wurde er Co-Trainer des MTV Römstedt (Bezirksliga), später übernahm er das Traineramt beim MTV Römstedt II.